# Лихачёв, Владимир Сергеевич (писатель)
Влади́мир Серге́евич Лихачёв (в авторском написании Лихачов; 6 (18) февраля 1849, Полтава — 5 (18) ноября 1910) — русский поэт, драматург и переводчик.
Служил в Министерстве финансов Российской империи, занимаясь также литературным творчеством. Публиковал стихотворения в журналах «Отечественные записки», «Вестник Европы», «Заграничный вестник», «Стрекоза» и других. Лучшие стихотворения были собраны им в книге «За двадцать лет, 1869—1888» (СПб., 1889). Также перевёл стихами произведения Мольера («Тартюф», 1887; «Дон-Жуан», 1890; «Скупой», 1890; «Школа жён», 1895; «Мещанин во дворянстве», 1895), Корнеля («Сид», 1893) и Лессинга. Автор двух собственных пьес, которые шли с успехом на российской сцене: комедии «В родственных объятиях» и драмы «Жизнь Илимова». Умер от болезни печени 18 ноября 1910 года. 
Печатался в том числе под многочисленными псевдонимами, среди которых: —а—; В. Л.; В. С. Л.; Пимен Верхоглядов; Додо; Доктор Примочка; Застрельщик; Знакомый; И. А. О.; И.—А.—О.; и—а—о; Л.; Л—Х.—Ч.; Л—в; В. Л—в; В. С. Л—в; Лихой; Ли-Хун-Чан; Мандарин Лай-на-Луну; Маститый; Мирный; Обыватель; Полумаститый; Примочка; Прохожий; Рифмач; Ап. Рифмачов; Аполл. Рифмачов; Аполлон Рифмачов; Собеседник; Созерцатель; Сомневающийся; Старый ворон; Уж; Хан Трын-трава; Черкасов; Читатель; Шагай на Луну; Эзоп Лафонтенов; N. N.